# Lyons-la-Forêt
Lyons-la-Forêt – miejscowość i gmina we Francji, w regionie Normandia, w departamencie Eure.
Według danych na rok 2010 gminę zamieszkiwały 762 osoby, a gęstość zaludnienia wynosiła 28 osób/km² (wśród 1421 gmin Górnej Normandii Lyons-la-Forêt plasuje się na 341 miejscu pod względem liczby ludności, natomiast pod względem powierzchni na miejscu 20).
Henryk I, król Anglii zmarł na tutejszym zamku w 1135.

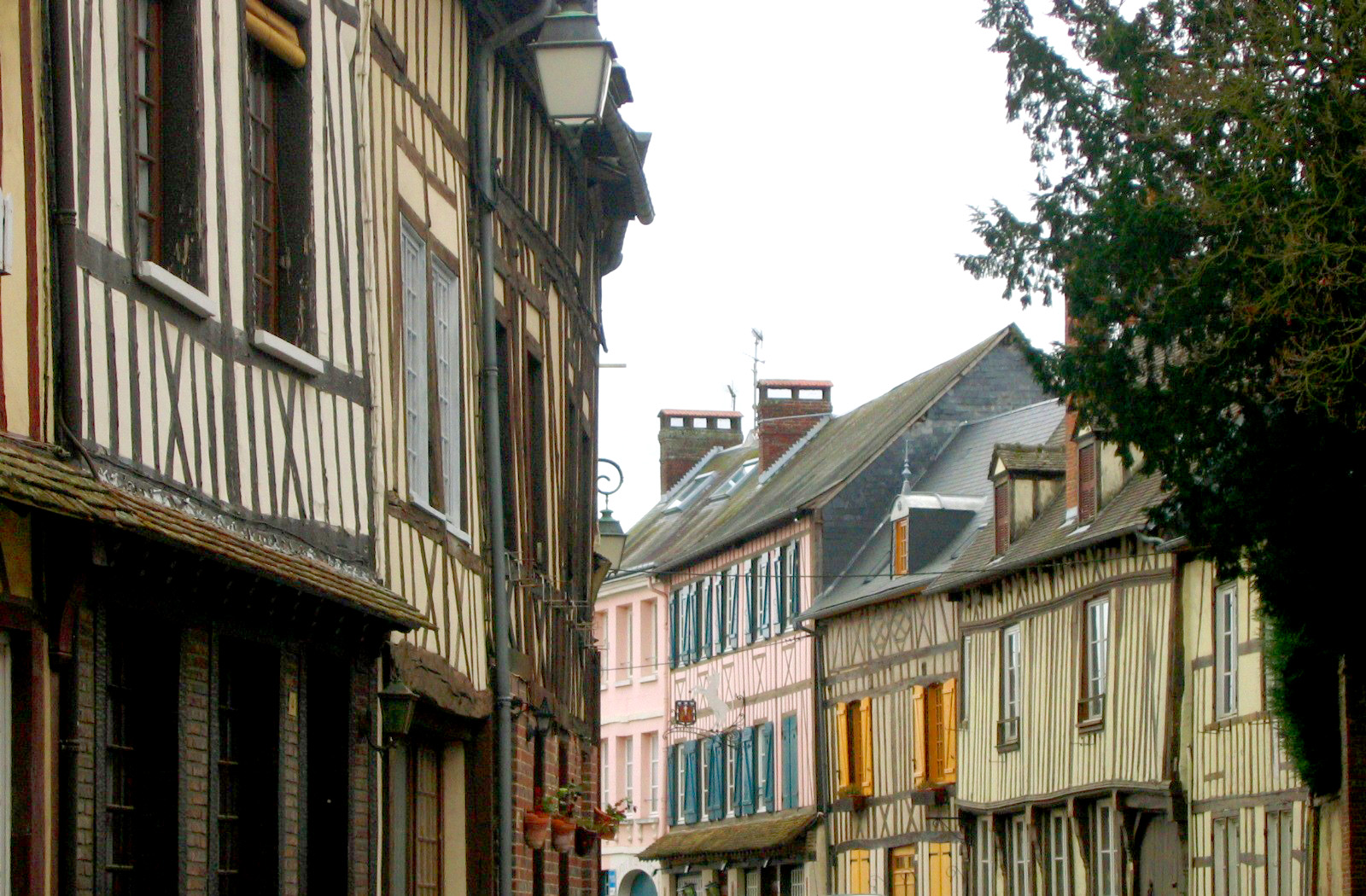
Uliczka w mieście